# Juan Carlos Medina
Juan Carlos Medina (Torreón, Coahuila, 1983. augusztus 22. –) egy mexikói válogatott labdarúgó, aki jelenleg a Atlasban játszik középpályásként.

## Pályafutása

### Klubcsapatokban
Legtöbb mérkőzését a guadalajarai Club Atlasban játszotta: először 2003-tól 2008-ig szerepelt itt, majd 2014-ben visszatért. Közben a fővárosi América játékosa volt, ahonnan egy időre kölcsönadták a Rayados de Monterreynek és a San Luis FC-nek is.

### A válogatottban
A mexikói válogatottban 21 évesen, 2004 novemberében mutatkozott be egy Guatemala elleni barátságos mérkőzésen, de legközelebb csak 2007-ben játszhatott újra, sőt, ezután újabb több mint 6 év telt el, mire megint válogatott színekben pályára léphetett. 2015-ben szerepelt a Copa Américán, de itt Mexikó a csoportkör után búcsúzott.

#### Mérkőzései a válogatottban
| Mexikó | Mexikó             | Mexikó                                        | Mexikó           | Mexikó   | Mexikó     | Mexikó                   | Mexikó | Mexikó  |
| #      | Dátum              | Helyszín                                      | Hazai            | Eredmény | Vendég     | Kiírás                   | Gólok  | Esemény |
| ------ | ------------------ | --------------------------------------------- | ---------------- | -------- | ---------- | ------------------------ | ------ | ------- |
| 1.     | 2004. november 10. | San Antonio, Alamodome                        | Mexikó           | 2 – 0    | Guatemala  | barátságos               | 0      | 71'     |
| 2.     | 2007. február 28.  | San Diego, Qualcomm Stadium                   | Mexikó           | 3 – 1    | Venezuela  | barátságos               | 0      | 46' 61' |
| 3.     | 2013. október 30.  | San Diego, Qualcomm stadion                   | Mexikó           | 4 – 2    | Finnország | barátságos               | 0      |         |
| 4.     | 2013. november 13. | Mexikóváros, Estadio Azteca                   | Mexikó           | 5 – 1    | Új-Zéland  | vb-selejtező             | 0      |         |
| 5.     | 2013. november 20. | Wellington, Westpac stadion                   | Új-Zéland        | 2 – 4    | Mexikó     | vb-selejtező             | 0      | 92'     |
| 6.     | 2014. március 5.   | Atlanta, Georgia Dome                         | Mexikó           | 0 – 0    | Nigéria    | barátságos               | 0      | 63'     |
| 7.     | 2014. április 2.   | Glendale, University of Phoenix Stadium       | Egyesült Államok | 2 – 2    | Mexikó     | barátságos               | 0      | 45'     |
| 8.     | 2015. március 31.  | Kansas City, Arrowhead Stadion                | Mexikó           | 1 – 0    | Paraguay   | barátságos               | 0      | 85'     |
| 9.     | 2015. május 30.    | Tuxtla Gutiérrez, Estadio Víctor Manuel Reyna | Mexikó           | 3 – 0    | Guatemala  | barátságos               | 0      |         |
| 10.    | 2015. június 3.    | Lima, Estadio Nacional                        | Peru             | 1 – 1    | Mexikó     | barátságos               | 0      | 59'     |
| 11.    | 2015. június 7.    | São Paulo, Allianz Parque                     | Brazília         | 2 – 0    | Mexikó     | barátságos               | 0      | 66'     |
| 12.    | 2015. június 12.   | Viña del Mar, Estadio Sausalito               | Mexikó           | 0 – 0    | Bolívia    | Copa América, csoportkör | 0      | 80'     |
| 13.    | 2015. június 15.   | Santiago, Estadio Nacional de Chile           | Chile            | 3 – 3    | Mexikó     | Copa América, csoportkör | 0      | 63'     |
| 14.    | 2015. június 19.   | Rancagua, Estadio El Teniente                 | Mexikó           | 1 – 2    | Ecuador    | Copa América, csoportkör | 0      |         |
|        | Összesen           |                                               |                  | 14       | mérkőzés   |                          | 0      | gól     |